# Oberża Jamajka
Oberża Jamajka (ang. Jamaica Inn) – brytyjski film kryminalny z 1939 roku, w reżyserii Alfreda Hitchcocka, zrealizowany na podstawie powieści Daphne du Maurier pt. Oberża na pustkowiu.
Film znany jest też pod alternatywnym tytułem Gospoda Jamajka.

## Treść
Kornwalia, początek XIX wieku. Osierocona dziewczyna, Mary, przyjeżdża do oberży „Jamajka”, którą prowadzi siostra jej zmarłej matki - ciotka Patience oraz wuj Joss. Oberża cieszy się złą sławą, ukryta pośród bezludnych torfowisk, jest często odwiedzana przez przemytników i innych przestępców. Mary zakochuje się w pewnym szlachcicu nie wiedząc, że jest on szefem bandy rabusiów, okradających statki rozbite o skaliste wybrzeże...

## Obsada
- Maureen O’Hara – Mary, siostrzenica Jossa
- Leslie Banks – Joss Merlyn
- Marie Ney – Patience, żona Jossa
- Charles Laughton – sir Humphrey Pengallan
- Horace Hodges – lokaj Pengallana
- Hay Petrie – stajenny Pengallana
- Frederick Piper – pełnomocnik Pengallana
- Herbert Lomas – dzierżawca Pengallana
- Clare Greet – dzierżawca Pengallana
- William Devlin – dzierżawca Pengallana